# Dope Hat
Dope Hat è un singolo di Marilyn Manson uscito solo in edizione promozionale, estratto dall'album di debutto della band, Portrait of an American Family, del 1994.
Fu registrato inizialmente per la cassetta demo The Family Jams, pubblicata nel 1992. È una canzone di genere metal psichedelico, che include sintetizzatori e riff di chitarra, tipici delle canzoni di quel genere, e racconta gli effetti dell'LSD e di altre droghe psichedeliche come la marijuana.
La canzone è stata remixata due volte nel loro album Smells Like Children, coi titolo di Diary of a Dope Fiend (una versione più lenta e sinistra, che si riferisce all'opera Diario di un drogato di Aleister Crowley) e Dance of the Dope Hats (una versione più veloce e sintetizzata).
Il videoclip vuole essere una parodia del film Willy Wonka e la fabbrica di cioccolato, del 1971.
Curiosamente, Madonna Wayne Gacy è accreditato tra gli autori della canzone nell'album Portrait of an American Family, ma ciò non accade in The Family Jams e Refrigerator, due cassette demo precedenti all'album di esordio che contenevano entrambe il brano.

## Il videoclip
Diretto da Tom Stern, il videoclip del brano mostra la band su una barca, intenta ad attraversare uno psichedelico tunnel, ispirato al film Willy Wonka e la fabbrica di cioccolato, uno dei preferiti di Manson.
Sulla barca sono presenti i membri della band, alcuni bambini e gli Oompa-Loompa del film appena menzionato. Gli effetti speciali sono stati realizzati a computer da Xavier Guerin.
Sono presenti anche strane immagini nello sfondo del videoclip, come una mano che rompe un uovo da cui esce sangue, un pesce che salta fuori da un melone tagliato in due e molti altri. Ciò che viene raffigurato nel videoclip è una sorta di barca di Willy Wonka "cattiva" e drogata.

## Tracce
CD singolo promozionale USA
1. Dope Hat - LP Version - 4:18
2. Diary of a Dope Fiend - EP Version - 5:57
3. Dance of the Dope Hats (Remix) - 4:37[1]